# Crisis? What Crisis?
Crisis? What Crisis? is het vierde studioalbum van de Britse symfonische-rockband Supertramp, uitgebracht in 1975. Dit was het eerste album dat de band opnam in de Verenigde Staten, in Los Angeles.
De titel is ontleend aan Fred Zinnemanns film The Day of the Jackal uit 1973. Supertramplid Rick Davies vertelde in een interview met een Amerikaans radiostation dat hij de woorden had opgeschreven omdat ze geen behoorlijke titel voor het album konden verzinnen.
- Rick Davies - keyboard, zang
- John Helliwell - saxofoon, zang
- Roger Hodgson - gitaar, keyboard, zang
- Bob Siebenberg (vermeld als Bob C. Benberg) - percussie, drums
- Dougie Thomson - bas

## Tracks
Alle muziek en teksten zijn geschreven door Rick Davies en Roger Hodgson. 
| 1.                 | Easy Does It        | Hodgson        | 2:18 |
| 2.                 | Sister Moonshine    | Hodgson        | 5:15 |
| 3.                 | Ain't Nobody But Me | Davies         | 5:14 |
| 4.                 | A Soapbox Opera     | Hodgson        | 4:54 |
| 5.                 | Another Man's Woman | Davies         | 6:16 |
| 6.                 | Lady                | Hodgson        | 5:24 |
| 7.                 | Poor Boy            | Davies         | 5:07 |
| 8.                 | Just a Normal Day   | Davies/Hodgson | 4:02 |
| 9.                 | The Meaning         | Hodgson        | 5:23 |
| 10.                | Two of Us           | Hodgson        | 3:27 |
| Totale duur: 47:24 |                     |                |      |